# المدينة (جريدة إسرائيلية)
المدينة هي جريدة أسبوعية باللغة العربية تصدر في إسرائيل، تستهدف العرب في شمال إسرائيل.
بالإضافة إلى تغطية الأخبار الدولية والوطنية والمحلية ، تنشر هذه المقالة مقالات ومقالات حول الصحة والرياضة والفن والثقافة.